# Кара Фатьма
Кара Фатьма (настоящее имя Фатьма Сехер Эрден; 1888 — 2 июля 1955) — командир отряда ополченцев во время Войны за независимость Турции. Была награждена Медалью независимости.
Родилась в Эрзуруме. Вышла замуж за ветерана Балканских войн, вскоре погибшего на Кавказском фронте Первой мировой войны. В 1919 году отправилась в Сивас, где проходил конгресс под руководством Мустафы Кемаля, и попросила принять её на военную службу. Получив согласие Кемаля, в звании капрала (onbaşı) возглавила отряд из 700 мужчин и 43 женщин. На протяжении своей службы дважды попадала в плен к грекам, при этом во время второго пленения её допрашивал греческий генерал Николаос Трикупис; вскоре после допроса ей удалось бежать. Сражалась под Измитом, Бурсой и Измиром; согласно одному из источников, именно её отряд первым вошёл в Измир 9 сентября 1922 года. Получила также известность захватом в плен 25 греческих солдат, включая одного офицера, командуя при этом патрульной группой, состоявшей из одних женщин, за что получила звание лейтенанта, [где?], [когда?].
Вышла в отставку в звании старшего лейтенанта (üsteğmen), став первой в истории Турции женщиной, получившей это звание. Причитавшееся ей за службу денежное пособие передала в фонд Красного Полумесяца. На войне потеряла двух сыновей, что сказалось на её психическом здоровье. По состоянию на 1933 год жила в бедности со своим внуком при бывшем русском монастыре в Стамбуле. В 1944 году опубликовала свои воспоминания. Скончалась (по одной из версий — от голода) в 1955 году в стамбульском доме престарелых, где провела последние годы жизни.